# Glo Kotoko
Glo Kotoko est une localité du Cameroun située à proximité du lac Tchad, dans le département du Logone-et-Chari et la Région de l'Extrême-Nord. Elle fait partie de la commune de Fotokol et du canton de Makari.

## Population
Comme son nom l'indique, Glo Kotoko est peuplée de Kotoko, alors que Glo Arabe est peuplée d'Arabes choua.
Lors du recensement de 2005, on y a dénombré 798 personnes.